# Péter Bártfai
Péter Bártfai (ur. 12 kwietnia 1991 w Győrze) – węgierski wioślarz.

## Osiągnięcia
- Mistrzostwa Świata Juniorów – Brive-la-Gaillarde 2009 – czwórka bez sternika – 14. miejsce[1].
- Mistrzostwa Świata U-23 – Brześć 2010 – dwójka bez sternika wagi lekkiej – 5. miejsce[1].
- Mistrzostwa Europy – Montemor-o-Velho 2010 – czwórka bez sternika wagi lekkiej – 13. miejsce[1].